# 我是黄土地的儿子
《我是黄土地的儿子》是习近平于2002年发表的一篇自传性散文，回忆了1968—1975年（15—22岁）他在陕西延安梁家河插队的7年知青生涯。

## 简介
《我是黄土地的儿子》全文约五千字，首发于2002年第12期的《全国新书目》杂志。当时习近平任中共浙江省委书记、代省长。习近平父亲习仲勋于当年5月逝世。
《西部大开发》杂志在2012年的第9期全文转载。

## 概要
据习近平自述，1968年时他还是北京八一学校的中学生，他与造反派发生冲突，被造反派送去少管所的“黑帮”子弟学习班。当时到了1968年12月，毛泽东号召上山下乡，习近平立即报名去延安，因为在城里每天都要被批斗。到了陕北，由于农村没什么人识字，每天都由他来念报纸，批判刘少奇、邓小平在西北的代理人“彭、高、习”，其中习就是他父亲习仲勋。初到农村，习近平非常不适应当地简陋的生活条件，几个月后返回北京，结果被作为“倒流人口”抓进派出所，在海淀一带埋下水道。习近平于是又返回陕西延川县文安驿公社梁家河村。在那里，他逐渐适应当地生活，入团、入党，最终在“右倾翻案风”期间获得推荐，成为清华大学的工农兵大学生，回到北京。

## 后续
2004年8月14日，习近平接受延安电视台《我是延安人》节目专访，访谈中他说“陕北高原给了我一个信念，也可以说是注定了我人生过后的轨迹。经过了陕北这一堂人生课堂，就注定了我今后要做什么，它教了我做什么。”